# Abishira jezik
Abishira jezik (abigira, abiquira, agouisiri, auishiri, avirxiri, ixignor, tequraca, vacacocha; ISO 639-3: ash), jezik Auishiri Indijanaca koji se govorio u Puerto Elviri na rijeci Napo u Peruu. Izumro je negdje u 20 stoljeću. Broj govornika iznosio je između 50 i 80  (1925).
Jezik je ostao neklasificiran. Ne smije se brkati s jezikom aushiri [avs] (Wise 1987) kojim govore Aushiri Indijanci s desnih pritoka Napoa a pripada porodici zaparo.

## Vanjske poveznice
- Ethnologue (14th)
- Ethnologue (15th)